# Kakata
Kakata est une ville du Liberia et la capitale du comté de Margibi. Elle est située à 55 km au nord-est de Monrovia. Sa population s'élevait à 33 945 habitants au recensement de 2008.